# Стальченко Віталій Леонідович
Стальченко Віталій Леонідович (нар. 5 червня 2000, Олександрівка) — майстер спорту України, бронзовий призер чемпіонату Європи з боксу 2016 р., дворазовий чемпіон України, багаторазовий чемпіон Дніпропетровської області, переможець багатьох змагань і турнірів.
Народився 05 червня 2000 р. в селі Олександрівка Покровського району, Дніпропетровської області. Навчався в Покровській ЗОШ І-ІІІ ступеню № 2.
З весни 2012 року тренується у відомого тренера з боксу Фелікса Мамедова Покровської ДЮСШ.

## Спортивна кар'єра
Всеукраїнський турнір з боксу у місті Дніпро. Два бої. Перше місце.
Чемпіонат області з боксу серед школярів. Перше місце.
Двадцять боїв — двадцять перемог. Двадцять перший бій — поразка.

### 2012 рік
Всеукраїнський турнір в Керчі — перемога, вперше на ринзі танцює гопак.
Запрошення на двотижневий тренувальний збір у Львів від тренера Української збірної з боксу серед школярів.
Міжнародний турнір в Одесі — перемога.

### 2014 рік
Підготовка до чемпіонату Європи у Коломиї Івано-Франківської області.
Конча-Заспа, перемога у спарингу.
Чемпіонат Європи в Угорщині — поразка.

### 2015 рік
В статусі юніора бере участь у Всеукраїнському турнірі у Львові — третє місце.
На відборі до чемпіонату Європи — поразка.
Відбір чемпіонату світу у Рівному — поразка.

#### Осінь 2015 року
Чемпіонат України Одеса — чемпіон України.
Чемпіонат України в Черкасах — дворазовий чемпіон України.
Міжнародний турнір в Азербайджані — третє місце.

### 2016 рік
Чемпіонат Європи в Угорщині — з 17 по 26 червня 2016 року третє місце.
Майстер спорту України.
Третій Міжнародний турнір з боксу пам'яті майстра спорту СРСР В. Г. Сердяєва проходив з 25 по 31 серпня у смт Кирилівці Запорізької області. Майстру спорту з боксу Віталію Стальченку не знайшлося у його ваговій категорії достойного суперника. Ніхто не наважився вийти з ним на боксерський ринг.
27—28 вересня у місті Дніпро — першість шкіл олімпійського резерву Дніпропетровської області на відбір учасників на чемпіонат країни з боксу серед школярів. Нагороджений дипломом першого ступеню, золотою медаллю та статуеткою «Боксер».
З 29 вересня по 1 жовтня ХІІІ Всеукраїнський турнір пам'яті майстра спорту Радянського Союзу Валерія Синельщикова взяли участь 220 учасників з різних куточків України. Віталій Стальченко — лідер змагань.
З 17 по 23 жовтня в Одесі Всеукраїнські змагання з боксу в програмі V Спортивних ігор школярів України, взяли участь 160 боксерів з 20-ти областей України. Збірну команду Дніпропетровської області представляли десять спортсменів, капітаном яких виступив Віталій Стальченко. Провів три бої, закінчив їх достроково технічним нокаутом, посів перше місце. Він єдиний з команди дніпропетровців, хто став чемпіоном, тим самим вивів всю команду дніпропетровців не перше місце по Україні.
Чемпіонат області серед молоді 1999—2000 р.н. проходив у місті Кам'янському з 24 по 29 жовтня 2016 року. На ринзі в залі Академії боксу зустрілися 73 майстри шкіряної рукавички. Віталій Стальченко виборов перше місце, отримав ліцензію на участь у чемпіонаті України, який відбувся у грудні.